# اوسلادیچ
اوسلادیچ (به صربی: Osladić) یک منطقهٔ مسکونی در صربستان است که در والیفو واقع شده‌است. اوسلادیچ ۵۹۲ نفر جمعیت دارد.